# Sidi Lakhdar Ben Khlouf
Sidi Lakhdar Ben Khlouf (en àrab: سيدي الأخضر بن خلوف), el nom real del qual és Lakhal Ben Abdellah Ben Khlouf, va ser un poeta algerià del segle XVI, considerat un dels poetes algerians més populars.
Sidi Lakhdar Ben Khelouf es feu famós gràcies als seus poemes sobre el profeta Mahoma (que li valgueren el malnom de "lloador del Profeta") i l'epopeia que dedica a la batalla de Mazagran del 26 d'agost del 1558 contra els espanyols.
Sent un dels sants patrons de la província de Mostaganem, els seus poemes sovint són interpretats per cantants de chaabi.

## Nom
El nom complet de Sidi Lakhdar és Belkacem Lakhal Ben Abdellah Ben Khlouf El Maghraoui.
Li van donar el nom de pila Lakhal en nàixer ('el negre', un color que se suposa que protegeix contra el mal donat) arran d'una promesa feta a Déu per la seua mare, Koula, durant un pelegrinatge a Sidi M'hamed Lakhal, de donar el nom del sant al seu fill encara no nascut si el seu desig de tenir un fill era concedit; durant el seu embaràs, Koula somiava amb el seu fill i el veia adornat amb un cinyell verd incrustat amb monedes d'or; llavors li donà el nom de pila Lakhdar ('el verd', color de l'esperança).
Segons una altra versió, fou el mateix Sidi Lakhdar Ben Khlouf qui es va canviar el nom de Lakhal a Lakhdar, després d'haver rebut la petició en un somni sobre Mahoma.

## Biografia
Sidi Lakhdar Ben Khlouf prové d'una família originària del nord-oest del Sàhara, que s'hi va establir al segle XIV, al territori dels Maghrawa, al Dahra.
Va nàixer a finals del segle XV a la zona rural de Dahra. No se'n coneixen pas formalment ni la data de naixement ni la de mort. Sabem que nasqué en una tribu amazic, els Zerrifa, però alguns autors proposen les dates dels 1479 i 1585.
Fill únic, passà la joventut a Mazagran, Mostaganem, on aprengué l'Alcorà. Va perdre son pare molt jove, en aquests temps turbulents en què Khair ed-Din Barba-rossa prenia possessió de la zona.
L'origen del malhoun és algerià. El poeta Lakhdar Ben Khlouf (del segle XVI), anomenat Sidi (sant) a la zona de Mostaganem d'Algèria, va establir les fites essencials d'aquesta forma poètica.
Va participar en la batalla de Mazagran, que va enfrontar el 26 d'agost del 1558 tropes musulmanes i espanyoles, i que va acabar amb la derrota dels invasors, que van tenir 11.000 morts a les seues files, inclòs el seu cap, el comte d'Alcaudete. Aquesta victòria musulmana inspiraria més tard Sidi Lakhdar per a escriure un dels seus famosos poemes èpics, Qassat Mazagrân.
La vida de Ben Khlouf va fer un gir místic quan, als cinquanta anys, anà de pelegrinatge a Tlemcen, al santuari de Sidi Abu-Màdyan, el sant patró de la ciutat. Entrà en el moviment espiritual sufí i de llavors ençà es va dedicar completament al culte, la devoció i, sobretot, a la seua nova vocació, que el faria famós, com a poeta panegirista del profeta de l'islam, Mahoma. Durant aquesta segona part de la seua vida, escrigué les millors obres.
Es va unir a l'exèrcit de Bei Khair ed-Din Barba-rossa a Mazagran per a lluitar contra els espanyols, cosa que inspiraria els seus poemes èpics. Escrigué dos llargs poemes en què relata fil per randa els punts àlgids de les batalles lliurades contra els invasors espanyols, el primer dels quals, Cherchell, relata el viatge de combat del poeta entre Alger, Mostaganem i Mazagran, passant per Blida; i el segon i més famós s'anomena Mazagran, en què el poeta relata les batalles de Mazagran el 1558 i Mostaganem, i l'epopeia que dedica a la batalla de Mazagran el 26 d'agost del 1558 contra els espanyols.
Segons la llegenda, va veure el profeta Mahoma en un somni, i això li marcà un veritable punt d'inflexió en els seus escrits. De llavors ençà, escrigué un poema de dos-cents versos dedicat a Mahoma.

## Mausoleu de Sidi Lakhdar

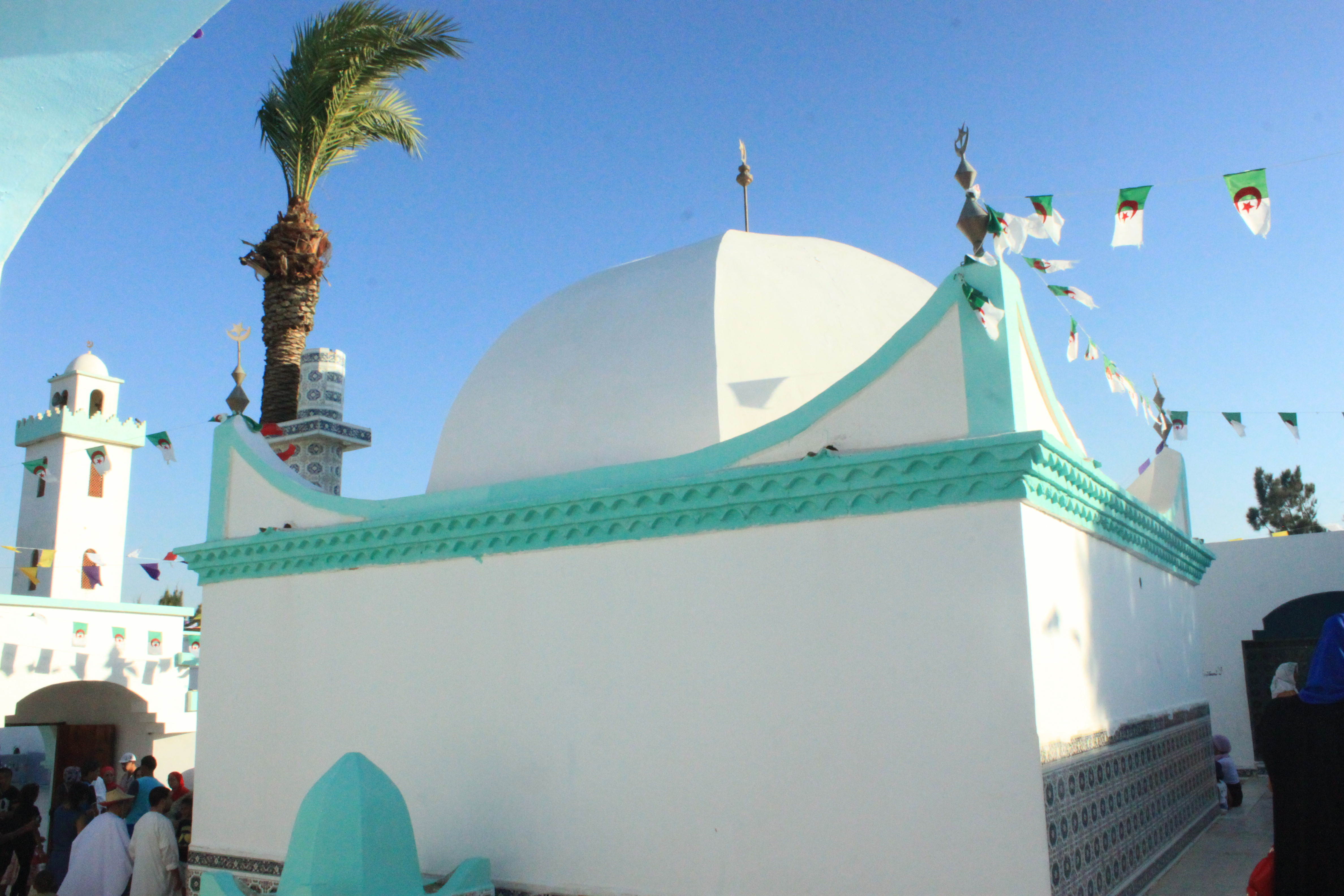
Mausoleu de Sidi Lakhdar

Situada al municipi de Sidi Lakhdar, a la wilaya de Mostaganem, a Algèria, la tomba de Sidi Lakhdar Ben Khlouf ha esdevingut un lloc sagrat i de pelegrinatge. Al mausoleu hi ha una palmera amb una forma extraordinària; es diu que aquesta enigmàtica palmera resistí miraculosament els qui van intentar cremar-la o tallar-la, cosa que ha ampliat la llegenda del poeta.

## Celebració
Cada any, el festival i la waada (festa popular) de Sidi Lakhdar Benkhlouf s'organitzen al poble de Sidi Lakhdar. Aquest festival està organitzat per companyies locals, com ara l'Aïssawa. A més a més, també hi ha programades vetlades artístiques de cant chaabi urbà i música andalusina.

## Obra
Lakhdar Ben Khlouf és el poeta popular més antic del qual es coneixen les obres. Els seus poemes són els més nombrosos i antics que ens han arribat en la poesia melhoun. La seua obra encara és viva i coneguda per tot el Magrib. Va exercir una gran influència en poetes antics i moderns. Sovint els versos d'aquest sant es reciten en les vetles funeràries.
Lakhdar Benkhlouf és un gran panegirista del profeta Mahoma, a qui va dedicar quasi tota l'obra, a part de dos textos sobre la batalla de Mazagran i Sersell contra els espanyols el 1558 i alguns poemes profètics. Els seus escrits són més estrictament "ortodoxos" en comparança amb altres poetes del melhoun; moltes de les seues cassides estan compostes en un àrab totalment literal. Dues se n'han destacat especialment: Salla Allah alik ya mohamed nabina (o gran khezna) i Ya Mohamed ya sidi (o petita khezna). Els seus poemes sovint els interpreten cantants de chaâbi.
Sidi Lakhdar s'anomenarà "panegirista del Profeta". Aquest poeta fundador ocupa un lloc privilegiat en la tradició poètica magribina. Se li atribueix la creació del melhoun, construirà una obra que ha reptat els segles i que hui constitueix la base dels repertoris edificants de gèneres musicals amb texts. La seua estratègia, per assegurar la longevitat de la seua obra, es basarà en tres propietats de la seua poesia: el llenguatge, senzill i accessible; el tema únic, el Profeta, i el toc de sacralitat que s'atribueix a la seua poesia.
Durant la seua estada a Sidi Abu Màdyan, escrigué algunes de les elegies cantades a la sanaa de Tlemcen:
- Tahia bikoun koullou ardin tanzilouna biha (cantat en modes: M'ceddar h'sin - M'ceddar zidan - M'ceddar dil)
- Kad bacharat bi koudoumikoum (cantat en modes: Inçiraf h'sin o mazmoum o rasd eddil)
- In manaatoum aana lazil elwissal (n'qlab raml el maya)
- Ya khalika al-âarch al-âadim (Inçiraf sika, mezmoum)
- Idou ilaya al wissal idou (Inçiraf gheribat h'sin)
- Mata ya ouraïba l-haï (N'qlab sahli o raml al-maya)
- Daarat alayna kouous (Inçiraf h'sin)
- Lamma bada minka el kaboul (Inçiraf m'djenba o mokhlas moual)
- Al kalbou elli yahouakoum (Insiraf h'sin)
- Tabat awqâti (inçiraf h'sin)
- Koudoum al-massa (btaïhi dil)
- Anta bima kad sakaïtani charab (inçiraf djarka)

## Exemple d'un poema
El començament del poema Mohammed el Mahi, traduït per Souhel Dib:
| « | Er-Rachid és la llum que em guia, és la torxa que il·lumina l'existència. Estimat per l'Ésser Suprem, és digne d'elogi -nit d'esclat per l'aparició de l'alt astre- ésser amat, el Mahi, que el Senyor el beneïsca. Mohammed el Mahi Lleva't la son, oh, dorment, prega per l'home que acompanya el núvol. Escolta, dorment, qui lloa l'intercessor (dels éssers) el dia del Judici darrer -mestre de les criatures humanes i instaurador de l'univers de la pau- haurà fet bé. M'han desaparegut les ferides, com un ocell, se m'ha envolat l'esperit, al Habib m'adrece, ànima meua, ves-te'n només amb ell. Mohammed el Mahi Oh, portador de l'ensenya, la corona i l'estendard, revelador del (sentit precís) del vers (alcorànic), tu dispenses càstigs terribles a l'enemic, missatger del nostre Senyor, guaridor d'ànimes, com la meua, patint la nostàlgia (de veure't), ets com un arbre en equilibri amb les arrels, se m'han plegat les ales (ara), com les d'un ocell a la gàbia. Mohammed el Mahi | » |